# Can Bellver
Can Bellver és una masia del municipi de Tagamanent (Vallès Oriental) inclosa en l'Inventari del Patrimoni Arquitectònic de Catalunya. El seu nom fa al·lusió la vista pràcticament completa de la plana dels Vallès Oriental que li proporciona la seva ubicació.

## Arquitectura
L'edifici consta de planta baixa i pis, està fet tot ell en pedra vermella i teulada a doble vessant. En tot l'edifici hi ha poques obertures, generalment petites, quadrades i allindanades amb pedra.
La seva estructura és de tipus ramader, i per tant, als baixos es troben les quadres i corts així com altres estances, com una cuina amb llar de foc i un pati que clou l'entrada directa a l'habitatge.
A l'exterior, a l'era de batre, s'obre un porxo i una bassa que recull l'aigua de la pluja pel bestiar. Hi ha dos annexos exteriors amb funcions ramaderes. Al primer pis hi ha les cambres per als habitants, de grans dimensions, una eixida i el graner.

## Història
Datació feta segons Llobet qui assenyala que la principal època de construcció de les masies de muntanya al Montseny correspon als segles XVII i xviii.